# Exobasidium cassandrae
Exobasidium cassandrae ist eine Pilzart der Familie der Nacktbasidienverwandten (Exobasidiaceae) aus der Ordnung Ustilaginomycotina. Sie ist ein Endoparasit der Torfgränke (Chamaedaphne calyculata). Symptome des Befalls durch den Pilz sind Gallen und Flecken von roter Farbe auf den Blättern der Wirtspflanzen. Das Verbreitungsgebiet der Art liegt in der nördlichen Holarktis.

## Merkmale

### Makroskopische Merkmale
Exobasidium cassandrae ist mit bloßem Auge zunächst nicht zu erkennen. Symptome des Befalls sind rötliche, etwa 5–10 mm große oder Gallen oder verdickte Flecken auf den Blattoberseiten und im Spätstadium auf der Blattunterseite hervortretendes Myzel.

### Mikroskopische Merkmale
Das Myzel von Exobasidium cassandrae wächst wie bei allen Nacktbasidien interzellulär und bildet Saugfäden, die in das Speichergewebe des Wirtes wachsen. Die viersporigen Basidien sind unseptiert. Sie wachsen direkt aus der Wirtsepidermis oder aus Spaltöffnungen. Die dick bananenartig geformten Sporen sind hyalin und 12–15 × 3–4 µm groß. Die Konidien sind 6–10 × 2–2,5 µm groß und ellipsoid bis keulenförmig.

## Verbreitung
Das bekannte Verbreitungsgebiet von Exobasidum cassandrae umfasst die nördlichen regionen der Holarktis von Europa bis Nordamerika.

## Ökologie
Die Wirtspflanze von Exobasidium cassandrae ist die Torfgränke (Chamaedaphne calyculata). Der Pilz ernährt sich von den im Speichergewebe der Pflanzen vorhandenen Nährstoffen, seine Basidien brechen später durch die Blattoberfläche und setzen Sporen frei. Die Sporen keimen zu Konidien, aus denen sich dann neues Myzel entwickelt.